# Constitution Hill, New South Wales
Constitution Hill är en förort till Sydney i Australien. Den ligger i kommunen Parramatta och delstaten New South Wales, i den sydöstra delen av landet, omkring 23 kilometer väster om centrala Sydney. Antalet invånare är 4 256.